# Хајнрихсвалде
Хајнрихсвалде (њем. Heinrichswalde) општина је у њемачкој савезној држави Мекленбург-Западна Померанија. Једно је од 54 општинска средишта округа Икер-Рандов. Према процјени из 2010. у општини је живјело 484 становника. Посједује регионалну шифру (AGS) 13062023.

## Географски и демографски подаци
Хајнрихсвалде се налази у савезној држави Мекленбург-Западна Померанија у округу Икер-Рандов. Општина се налази на надморској висини од 18 метара. Површина општине износи 14,3 km². У самом мјесту је, према процјени из 2010. године, живјело 484 становника. Просјечна густина становништва износи 34 становника/km².